# Rogério Paulo
Rogério Paulo (Silva Porto, Angola, 17 de Outubro de 1927,  — Lisboa, 25 de Fevereiro de 1993) foi um encenador e actor português com presença marcante em Portugal desde a década de 1950, no teatro, no cinema e na política.

## Biografia
Rogério Gomes Lopes Ferreira nasceu em 17 de Novembro de 1927 em Silva Porto, África Ocidental Portuguesa (actual Kuito, Angola).
Ainda aluno do Conservatório Nacional, juntou-se em 1950 à Companhia Rey Colaço-Robles Monteiro. Aqui trabalhou com Amélia Rey Colaço, Palmira Bastos, Nascimento Fernandes e Maria Matos. Estreia-se no cinema em A Garça e a Serpente (1952). Adquiriu estatuto de galã na comédia O Costa d'África (1954) e contracenou com Vasco Santana, Laura Alves, Anna Paula e Ribeirinho.
Rogério Paulo foi cidadão politicamente activo desde a juventude, acérrimo opositor do regime fascista de Oliveira Salazar, que sempre combateu. Em 1957 integrou as listas da oposição democrática ao regime. Durante a ditadura nunca assumiu a sua ligação ao Partido Comunista Português, do qual foi militante desde 1953. Participou da "fuga de Peniche", com Álvaro Cunhal e outros comunistas, a 3 de Janeiro de 1960. Quando Marcelo Caetano ascendeu ao poder, redigiu um documento, assinado por 170 actores, que protestava contra o estado do teatro em Portugal e contra a censura, que há muito impedia a liberdade de expressão, espartilhando a criação artística no país.
Depois da Revolução de 25 de Abril de 1974, durante o PREC, numa célebre reunião com gente de teatro na Fundação Calouste Gulbenkian, Rogério Paulo quer ganhar a aposta: os signatários «iam salvar o teatro», «agora, é que os grupos (o Teatro da Comuna, A Barraca, a Cornucópia e outros) «iriam ver o que era teatro a sério».
Entre 1975 e 1976 foi deputado na Assembleia Constituinte, a primeira assembleia eleita em liberdade depois da revolução, substituindo José Pinheiro Lopes de Almeida eleito pelo PCP no Círculo Eleitoral de Lisboa.
Sonhou com a Revolução socialista, com a igualdade social. A Revolução dos Cravos deu-lhe asas ao sonho. Tornou-se presidente da Associação Portugal-Cuba. Tentou realizar ideais que dignificassem os desfavorecidos, como o do cooperativismo. No seu reino, o do teatro, passou à acção e estabeleceu solidárias relações com actores de intervenção, como o cubano Alfonso Sastre. Os ventos sopram a favor: imaginam um «organismo de vocación federal que habrá de considerar en su horizonte la incorporación de Portugal bajo la insignia de lo Ibérico». A História do tempo em que vive explica o sonho.
Destacou-se em filmes como O Crime da Aldeia Velha (1964), de Manuel Guimarães, A Recompensa (1979), de Arthur Duarte, Verde por Fora, Vermelho por Dentro (1980), de Ricardo Costa e Sem Sombra de Pecado (1983), de José Fonseca e Costa. Na televisão ficou marcada a sua passagem com o personagem "Mimoso das Sardinhas" na telenovela Chuva na Areia (1985).
Rogério Paulo morreu em 25 de Fevereiro de 1993 em Lisboa.

## Teatro
O Teatro-Estúdio do Salitre, em Lisboa, companhia amadora dirigida pelo italiano Gino Saviotti, emigrado em Portugal após a queda do fascismo em Itália, pretendeu impor-se com um reportório actual para a época. Dele sairam António Manuel Couto Viana, Artur Ramos, Luís Francisco Rebelo, Ricardo Alberty (autor de teatro infantil), Rogério Paulo.
A Companhia Amélia Rey Colaço - Robles Monteiro dirigiu o Teatro Nacional. Caracterizava-se por uma escolha apurada de belos textos, alguns revolucionários. com encenações ousadas. Francisco Ribeiro (o Ribeirinho) e seu irmão António Lopes Ribeiro e os Comediantes de Lisboa, exploravam autores mais clássicos como Bernard Shaw. Os Companheiros do Pátio das Comédias, o Teatro do Povo (Ribeirinho) e depois o Teatro Nacional Popular tinham por alvo um público menos exigente.
Rogério Paulo iniciou a sua carreira profissional em 1950 na Companhia Alves da Cunha. Faz teatro radiofónico na RCP ao lado de nomes como Paulo Renato, Alves da Costa, Isabel Wolmar, Carmen Dolores, Laura Alves, Álvaro Benamor e Josefina e António Silva. O seu aspecto de galã levou-o pouco depois a lançar-se como actor de cinema. Com Glicínia Quartin e Artur Ramos, fundou em 1958 O Teatro do Jovem Espectador, que estreou a peça Emílio e os detectives. Três anos mais tarde, em finais de 1961, com esses dois actores e outros (Fernando Gusmão, Armando Cortez, Paulo Renato) fundou um novo grupo: o Teatro Moderno de Lisboa que, nas palavras de Glicínia Quartin foi «uma pedrada no charco naquela época». O grupo esteve quatro temporadas em cena, no Cinema Império. Carmen Dolores refere que «o que de facto se passou nas idas e (infelizmente) curtas temporadas de 1961/62, 1962/63 e 1964/65 foi o despertar de uma geração».
O Teatro Moderno de Lisboa, criado sem subsídios, foi uma iniciativa revolucionária para a época sendo uma sociedade artística com divisão de lucros pelos associados e a primeira companhia a representar em Portugal autores como Arthur Miller, August Strindberg e John Steinbeck. Teve grandes sucessos como O Tinteiro, de Carlos Muñiz, onde o desempenho de Armando Cortez se destacou. Tornou-se, como se lê na revista Vértice de Fevereiro de 1962, «um dos casos mais sérios de companhias portuguesas, tanto pelos intuitos que se propõe, como pelos elementos de que dispõe». Refere ainda a mesma revista que a companhia, fazendo convergir três agentes (o autor, o encenador e o actor) constituiu «um verdadeiro “triângulo de juventude” que é interessante fixar para que se desenhe com verdade um característico aspecto de renovação do teatro em Portugal». O Teatro Moderno de Lisboa fechou as portas ao fim de três épocas: «A PIDE perseguia-nos dia e noite», assim se explicou Glicínia Quartin.
Pouco a pouco, Rogério Paulo tornou-se um dos mais conceituados encenadores do teatro português. No Teatro Nacional Dona Maria II encena peças como Esfera Facetada (1969), de Nuno Moniz Pereira, e O Pecado de João Agonia (1969), de Bernardo Santareno.
Com a Revolução dos Cravos assumiu as suas convicções políticas. Publicou Um Actor em Viagem (1976) e Introdução ao Teatro Cubano (1978). Um dos seus últimos trabalhos no palco foi Mãe Coragem e Seus Filhos (Mutter Courage und ihre Kinder), de Bertolt Brecht, contracenando com Eunice Muñoz, Ruy de Carvalho, Catarina Avelar, Irene Cruz e Carlos Daniel (1986). Estreada a 5 de Junho de 1986 e encenada por João Lourenço, a peça é «um sucesso sem precedentes com grande afluência de público» e obtém o Prémio Garrett, como melhor produção de 1986, atribuído pela Secretaria de Estado da Cultura.

## Filmografia

### Cinema
- 1952 – A Garça e a Serpente, de Arthur Duarte
- 1954 – O Costa d'África, de João Mendes
- 1960 – Encontro com a Vida, de Arthur Duarte
- 1962 – L’Anglaise, de Artur Ramos
- 1964 – O Elixir do Diabo, de Thor L. Brooks
- 1964 – O Crime da Aldeia Velha, de Manuel Guimarães
- 1964 – Le Grain de sable, de Pierre Kast
- 1979 – A Recompensa, de Arthur Duarte
- 1980 – Le Soleil en Face, de Pierre Kast
- 1980 – Verde por Fora, Vermelho por Dentro, de Ricardo Costa
- 1982 – La Guérilléra, de Pierre Kast
- 1983 – Le Cercle des Passions, de Claude d'Anna
- 1983 – Sem Sombra de Pecado, de José Fonseca e Costa
- 1992 – O Luto de Electra, de Artur Ramos
- 1993 – Zéfiro, de José Álvaro Morais
- 1996 – O Judeu, de Jom Tob Azulay

### Televisão
- 1957 – Um Pedido de Casamento, de Artur Ramos
- 1971 – O Anfitrião ou Júpiter e Alcmena, de Félix Ferreira
- 1974 – A Morte de um Caixeiro Viajante, de Henry Miller, adaptação de Félix Ferreira
- 197? – Juan Palmieri, de Bento Pinto da França
- 1975 – Português, Escritor, 45 Anos de Idade, de Artur Ramos
- 1975 – 24, 25, 26 (de Abril), de Arthur Ramos
- 1979 – O Convidado Debaixo da Mesa, de João Roque
- 1986 – Resposta a Matilde, de Artur Ramos
- 1987 – A Relíquia, , adaptação do livro de Eça de Queioz por Artur Ramos e Luis Sttau Monteiro
- 1987 – Mãe Coragem e Seus Filhos, adaptação da peça de Brecht por João Lourenço
- 1969 – Trilogia das Barcas, de Arthur Ramos
- 1970 – Millionen nach Maß, mini-série, de Erich Neureuther
- 1983 – Origens, de Nicolau Breyner
- 1984 – Chuva na Areia, série, de Nuno Teixeira
- 1980 – Retalhos da Vida de um Médico, de Artur Ramos
- 1989 – Ricardina e Marta, de Victor Manuel

## Obras
- Boiadzhiev, G. N.;  et al. (1960–1962). História do Teatro Europeu (Desde a Idade Média e até aos nossos dias). 2. tradução, prefácio, notas e resenha sobre o teatro em Portugal por Rogério Paulo. Apêndice de Carlos Villiers. Lisboa: Prelo

## Prémios e homenagens
Foi-lhe atribuído o Prémio Bordalo 1962, na categoria Teatro, a par da atriz Laura Alves, do Teatro Moderno de Lisboa e do autor Bernardo Santareno, entregue pela Casa da Imprensa em 1963.
Em 1969, pelo seu trabalho na peça Tango, de Slawomir MrozeKa, a Secretaria de Estado da Informação e Turismo atribuí-lhe o "Prémio Eduardo Brazão", para melhor encenação de teatro declamado.
Eunice Muñoz considerou-o como «uma criatura muito honesta e um grande companheiro, para além de ser um grande actor».
Em 1990, quando fez quarenta anos de vida teatral, recebeu a Medalha de Mérito Cultural, atribuída pela Secretaria de Estado da Cultura de Portugal.

### Artigos relacionados
- Teatro: um espartilho chamado censura – artigo de Morais e Castro
- Ver: Teatro Moderno de Lisboa, em Festival de Almada
- Até uma carta gosto de redigir em voz alta – entrevista com Carmen Dolores em Correio dos Açores
- Armando Caldas homenageado pelo seus 50 anos de carreira – em GForum, Cultura e Lazer
- José Morais e Castro em entrevista à Sociedade Portuguesa de Autores
- La traición del padre Martín – em Cuban Latino Theater Archive
- Rogério Paulo no jornal El Pais
- A Fuga de Peniche (com participação de Rogério Paulo) em OTI
- Fuga de Peniche - Um passo para a Revolução de Abril na pág. web do Partido Comunista Português
- Fuga de Peniche foi há 40 anos – artigo do jornal Avante de 3 de Janeiro de 2000
- Dias Lourenço e a fuga de Peniche em Setúbal na Rede